# Dave Kingman
David Arthur Kingman (nascido em 21 de dezembro de 1948), apelidado de "Kong" e "Sky King", é um ex-jogador profissional de beisebol da Major League Baseball, que atuou como campista esquerdo, primeira base, terceira base e rebatedor designado. Com 2,01 m. de altura foi um poderoso rebatedor conhecido por seus longos home runs, com um deles alcançando 161 metros de distância (530 pés). Sofria um alto número de strikeouts e tinha uma média baixa de rebatidas e chegada em bases. Seus 1816 strikeouts era o quarto maior total na história da MLB na época de sua aposentadoria..